# Březina (district de Jindřichův Hradec)
Pour les articles homonymes, voir Brezina.
Březina (en allemand : Bscheschina) est une commune du district de Jindřichův Hradec, dans la région de Bohême-du-Sud, en République tchèque. Sa population s'élevait à 126 habitants en 2020.

## Géographie
Březina se trouve à 18 km au nord-nord-ouest de Jindřichův Hradec, à 47 km au nord-est de České Budějovice et à 94 km au sud-sud-est de Prague.

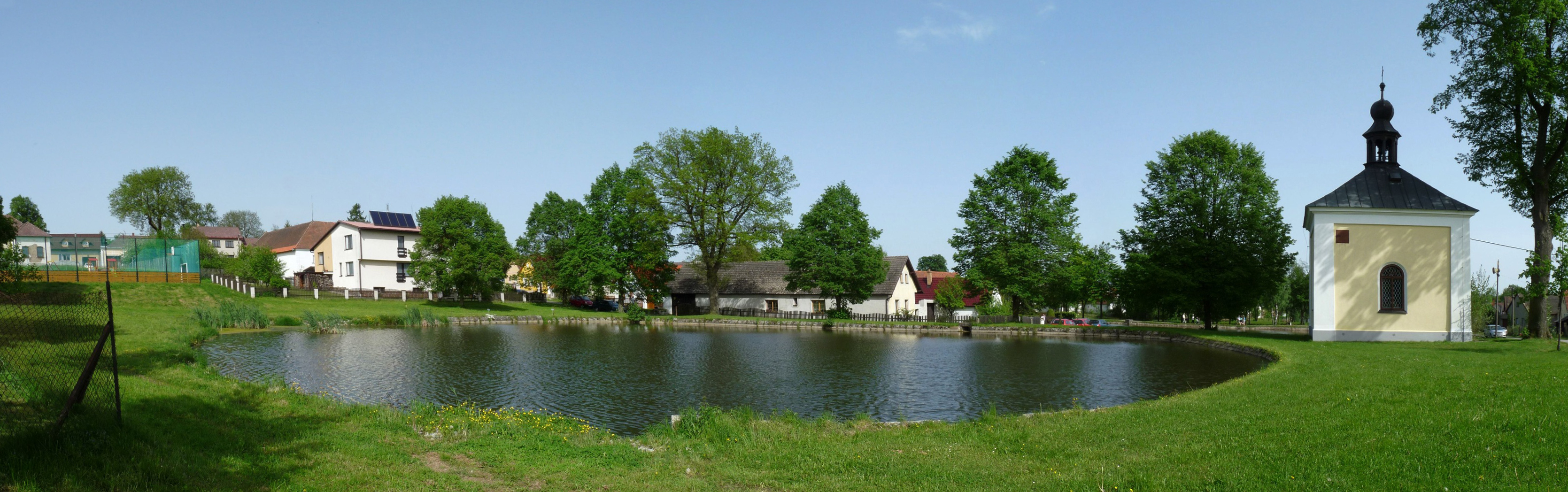
Březina : étang et chapelle de saint Jean Népomucène.

La commune est limitée par Psárov et Bořetín au nord, par Drunče à l'est, par Světce et Deštná au sud et par Budislav à l'ouest.

## Histoire
La première mention écrite du village date de 1294.